# Stefan Weinzierl (Akustiker)

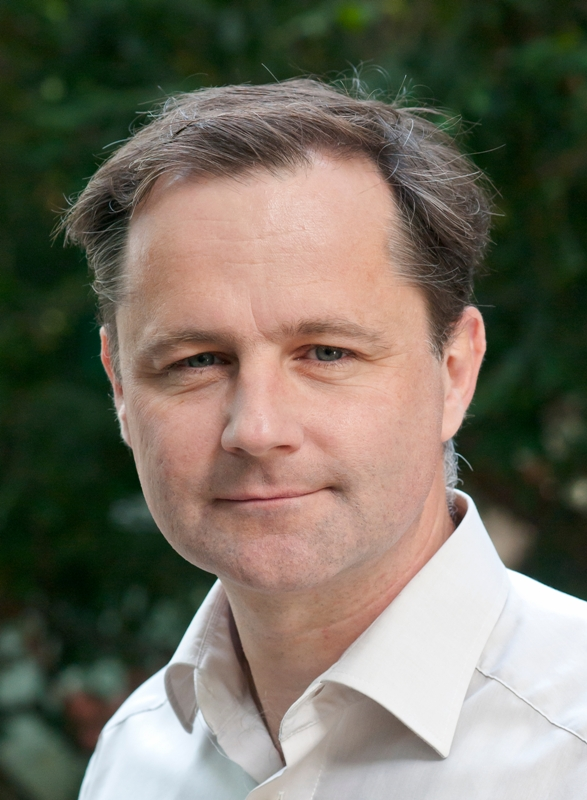
Stefan Weinzierl

Stefan Weinzierl (* 5. Juni 1967 in Bamberg) ist ein deutscher Akustiker und Musikwissenschaftler sowie Hochschulprofessor für Audiokommunikation an der TU Berlin. Seine Forschungsschwerpunkte liegen im Bereich der virtuellen akustischen Realität, der Raumakustik, der musikalischen Akustik, der Audiotechnik und der auditiven Wahrnehmung.

## Werdegang
Als Sohn von Gerhard Weinzierl, Gymnasiallehrer für Musik und promovierter Musikwissenschaftler und Renate Weinzierl, geb. Muth, wuchs Weinzierl in einem musikalischen Umfeld auf. Seine Schwester Susanne war Waldhornistin an Pfalztheater in Kaiserslautern und ist mit dem Dirigenten Francesco Corti verheiratet. Weinzierl hatte seit seinem vierten Lebensjahr Klavierunterricht, war mehrfach Preisträger im Wettbewerb Jugend musiziert und absolvierte gegen Ende seiner Schulzeit die C-Prüfung für Kirchenmusik. Nach dem Abitur 1985 studierte er Physik an der Universität Erlangen und der TU Berlin (Diplom 1992) sowie Tonmeister an der UdK Berlin (Diplom 1994). Von 1993 bis 1995 studierte er Musikwissenschaft an der University of California in Berkeley. 1999 promovierte er an der TU Berlin bei Helga de la Motte-Haber im Bereich der musikalischen Akustik mit einer akustischen Rekonstruktion der Aufführungsbedingungen und der originalen Aufführungsräume Ludwig van Beethovens.
Nach dem Studium arbeitete er neben der Promotion als Pianist und Liedbegleiter u. a. mit dem Chansonnier Tim Fischer, als Musikkritiker für den Berliner Tagesspiegel, und als freischaffender Produzent und Tonmeister für zahlreiche Labels und Rundfunkanstalten u. a. für die Deutsche Grammophon (DGG), Teldec Classics, ars musici, CPO, Ondine, assai, Ambitus, Hänssler Classic, den Bayerischen Rundfunk, den Südwestfunk und Radio Svizzera Italiana (rsi) in Lugano.
Zwischen 1998 und 2003 unterrichtete er als Dozent für Musikübertragung und digitale Audiotechnik an der UdK Berlin. Im Jahr 2003 wurde er als Professor für die Theorie der Musikübertragung an das Erich-Thienhaus-Institut der Musikhochschule Detmold berufen. Seit 2004 ist er Professor für Audiokommunikation an der TU Berlin.
Von 2011 bis 2018 war er Sprecher einer DFG-Forschergruppe zur Virtuellen Akustik (Simulation und Evaluation akustischer Umgebungen, SEACEN), von 2016 bis 2018 war er Sprecher eines europäischen Konsortiums zum Thema Audio Branding und Music Information Retrieval (ABC_DJ). Als Leiter der Hybrid Plattform koordiniert er, gemeinsam mit dem Bauingenieur Christoph Gengnagel, die Zusammenarbeit zwischen der TU Berlin und der Universität der Künste (UdK) Berlin in Forschung und Lehre. Seit 2018 ist er Sprecher des Konsortiums SHAPING SPACE, das neue Technologien des räumlichen Gestaltens entwickelt und die Veränderung von Praktiken der Gestaltung, etwa in der Architektur und im Produkt-Design, im digitalen Zeitalter untersucht.
Weinzierl ist als Gutachter und Berater im Bereich der Raumakustik tätig, etwa bei der Planung des neuen Konzerthauses im Münchener Werksviertel. Seit 2018 leitet er, gemeinsam mit Jochen Steffens und Fabian Seipel, das Ingenieurbüro Berlin Acoustics and Music Consulting (BEAM).
Er ist verheiratet mit der Biologin Monika Brunner-Weinzierl. Das Ehepaar hat zwei Kinder.

## Schriften (Auswahl)
- S. Weinzierl, S. Lepa, D. Ackermann: A measuring instrument for the auditory perception of rooms. The Room Acoustical Quality Inventory (RAQI). In: J. Acoust. Soc. Am. 144(3), 2018, S. 1245–1257. https://asa.scitation.org/doi/10.1121/1.5051453.
- S. Weinzierl, S. Lepa, F. Schultz, E. Detzner, H. von Coler, G. Behler: Sound power and timbre as cues for the dynamic strength of orchestral instruments. In: J. Acoust. Soc. Am. 144(3), 2018, S. 1347–1355. https://asa.scitation.org/doi/10.1121/1.5053113.
- S. Weinzierl, S. Lepa: On the Epistemic Potential of Virtual Realities for the Historical Sciences. A Methodological Framework. In: J. M. Ariso (Hrsg.): Augmented Reality. Reflections on Its Contribution to Knowledge Formation. (= Berlin Studies in Knowledge Research. 11). de Gruyter, Berlin 2017, S. 61–80. https://www.degruyter.com/view/books/9783110497656/9783110497656-004/9783110497656-004.xml
- Z. Schaerer Kalkandjiev, S. Weinzierl: The Influence of Room Acoustics on Solo Music Performance: An Experimental Study. In: Psychomusicology: Music, Mind & Brain. 25/3, 2015, S. 195–207.
- S. Weinzierl, P. Sanvito, F. Schultz, C. Büttner: The Acoustics of Renaissance Theatres in Italy. In: Acta Acustica united with Acustica. 101, 2015, S. 632–641.
- S. Weinzierl (Hrsg.): Akustische Grundlagen von Musik. (= Handbuch der Systematischen Musikwissenschaft. Band 5). Laaber Verlag, Laaber 2014, ISBN 978-3-89007-699-7.
- A. Lindau, V. Erbes, S. Lepa, H.-J. Maempel, F. Brinkmann, S. Weinzierl: A Spatial Audio Quality Inventory (SAQI). In: Acta Acustica united with Acustica. 100, 2014, S. 984–994.
- Z. Schaerer Kalkandjiev, S. Weinzierl: The Influence of Room Acoustics on Solo Music Performance: An Empirical Case Study. In: Acta Acustica united with Acustica. 98, 2013, S. 433–441.
- A. Lindau, S. Weinzierl: Assessing the plausibility of virtual acoustic environments. In: Acta Acustica united with Acustica. 98, 2012, S. 804–810.
- S. Weinzierl: Die Sinfonie als Ansprache an ein Massenpublikum. Konzertformate, Publikum und sinfonische Aufführungspraxis der Beethovenzeit. In: MusikTheorie – Zeitschrift für Musikwissenschaft. 26, 2011, S. 157–176.
- S. Weinzierl (Hrsg.): Handbuch der Audiotechnik. Springer Verlag, Berlin 2008, ISBN 978-3-540-34300-4.
- S. Weinzierl: Beethovens Konzerträume. Raumakustik und symphonische Aufführungspraxis an der Schwelle zum bürgerlichen Zeitalter. Verlag Erwin Bochinsky, Frankfurt 2002, ISBN 3-923639-42-2.